# تتسویا واتاری
تتسویا واتاری (به ژاپنی: 渡 哲也، Tetsuya Watari) (زادهٔ ۲۸ دسامبر ۱۹۴۱ - درگذشته ۱۰ اوت ۲۰۲۰ ￼￼) هنرپیشه اهل ژاپن بود. از فیلم‌هایی که وی در آن بازی کرده‌است، می‌توان یاماتو را نام برد.